# El camino de las sombras (novela)
El camino de las sombras (título original:  The Way of Shadows) es la primera novela de fantasía publicada del escritor estadounidense Brent Weeks. Se publicó en 2008 en Estados Unidos y es la primera parte de la trilogía El Ángel de la Noche. En 2009 fue finalista del premio David Gemmel Legend a la mejor novela de fantasía.
La edición española en rústica apareció en septiembre de 2010 y la de bolsillo en enero de 2012. Tanto en Estados Unidos como en España, los tres libros de la trilogía se publicaron con pocos meses de diferencia entre sí.

## Sinopsis
La historia se desarrolla en un mundo alternativo de aire medieval llamado Midcyru. Se centra en la figura de Azoth, un joven huérfano al que recoge y entrena el ejecutor (asesino dotado de poderes mágicos) Durzo Blint. Sacado de los bajos fondos y con la identidad falsa del joven noble Kylar Stern, el aprendiz de asesino conoce y traba amistad con Logan de Gyre, hijo de un poderoso duque a punto de caer en desgracia.
Kylar, Durzo, Logan y un extenso elenco de personajes secundarios se verán envueltos en las intrigas de los bajos fondos y la corte cuando empieza a rumorearse que uno de los ka'kari, objetos mágicos de gran poder, podría hallarse en la ciudad de Cenaria.

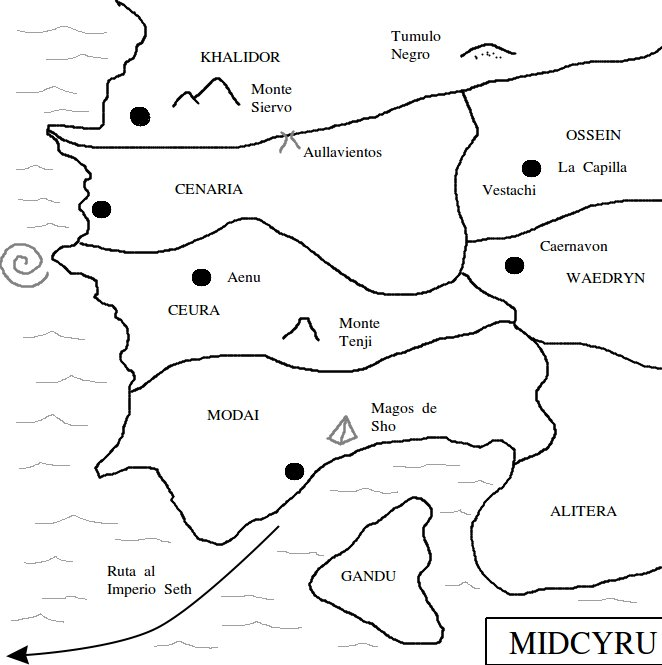
Midcyru, donde se ambienta la novela

## Acogida y ventas
La edición original del libro entró en la lista de los más vendidos del New York Times en abril de 2009. El mismo año fue finalista del premio David Gemmel Legend a la mejor novela de fantasía.